# Baiser
Pour les articles homonymes, voir Baiser (homonymie).
« Bisou » redirige ici. Pour l’article homophone, voir Bizou.

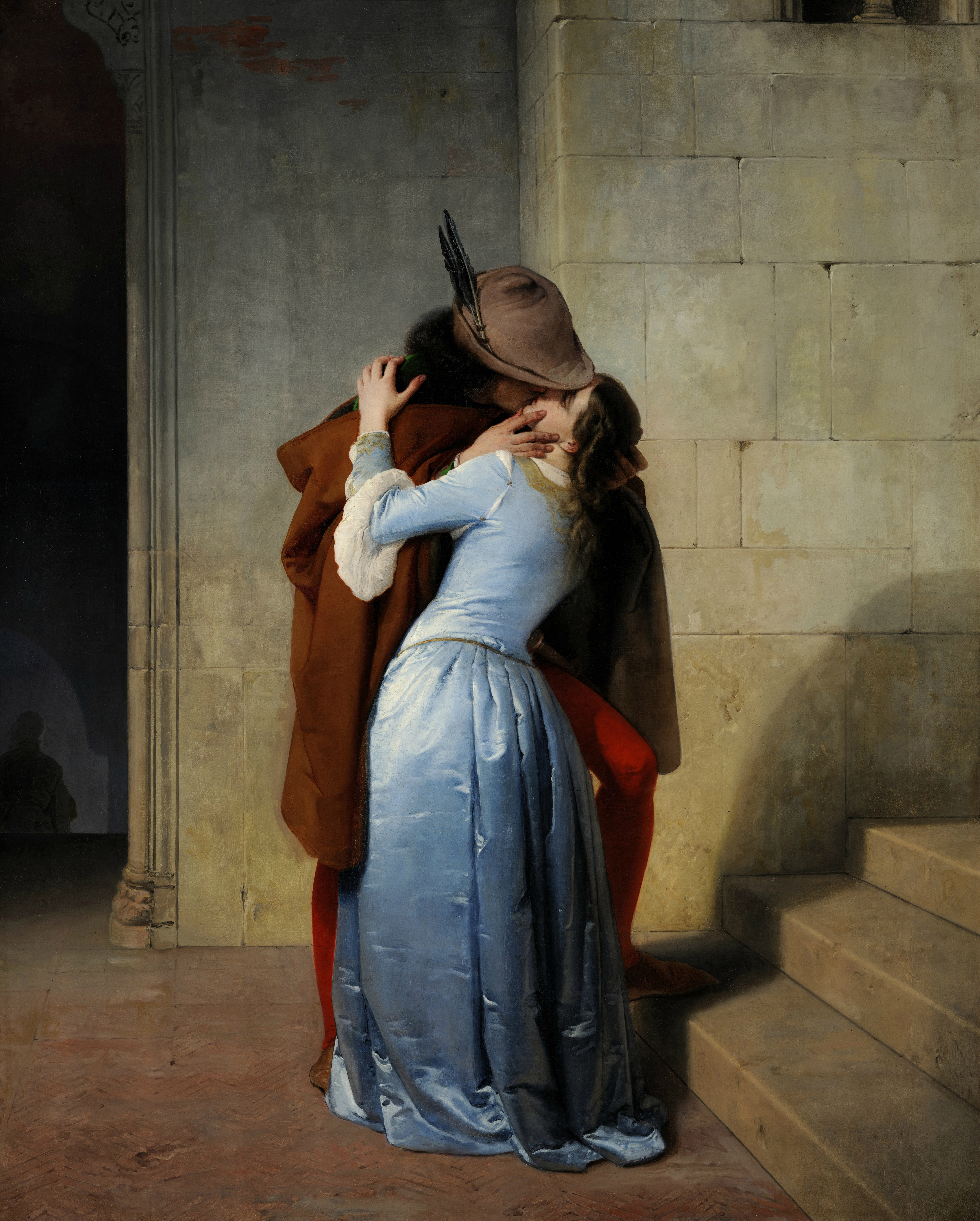
Un baiser amoureux. Il bacio (Le Baiser), Francesco Hayez, huile sur toile, 1859.

Le baiser est un mouvement qui consiste à toucher une personne avec ses lèvres grâce aux muscles orbiculaires des lèvres. Il peut s’agir d’un comportement social (le baise-main ou la bise), affectueux ou amoureux. La main, la joue et le front font partie des endroits où l’on pose traditionnellement les lèvres en Europe et en Amérique du Nord. Il s'agit d'une marque d'affection ou de respect dans 90 % des cultures du monde. Dans d'autres cultures (Afrique subsaharienne, Asie, Polynésie), le baiser n’est pas pratiqué, et peut même être réprimé, du moins avant les premiers contacts avec les cultures occidentales.
Le baiser est un facteur de transmission des maladies contagieuses.
Le mot français tire ses racines du latin basium (de même sens), dont l'origine serait onomatopéique et correspondrait au bruit que font les lèvres donnant un baiser. On distingue en particulier les baisers sur la joue (ou bises) – amicaux – des baisers amoureux, sur la bouche (ou sur diverses autres parties du corps). Cela dit, dans la majeure partie des États-Unis (entre autres), les parents ont pour habitude de donner des baisers sur la bouche à leurs jeunes enfants, en marque d'affection. Au Québec, au Nouveau-Brunswick et en Suisse, un petit baiser sur la joue ou la bouche est appelé un bec ; en wallon, c'est un betch.

## Histoire du baiser

### Anthropologie
Le baiser labial et inter-buccal peut être une modification des activités alimentaires de nourrissage bouche à bouche des nouveau-nés et des petits enfants (pré-mastication des mères qui pratiquent la becquée). Ce comportement se retrouve chez tous les grands singes mais aussi les insectes (contacts mandibulaires lors de la trophallaxie) et est pratiqué, chez l'humain, dans des cultures très diverses. La littérature rapporte également que cette pratique était relativement courante, en occident, dans certaines régions rurales. Chez le chimpanzé commun, les adultes en font un geste amical et ils le font avec ou sans nourriture, le chimpanzé bonobo le pratique avec la langue.
Il peut provenir aussi d'une modification du reniflement. Certains anthropologues pensent que la première salutation de ce type serait un échange nez à nez pour humer l'odeur de l'autre afin de le reconnaître ou vérifier son état de santé,. On retrouve peut-être un vestige de cette pratique dans le baiser olfactif des Lapons.
D'autres y voient un rite issu du détournement du toilettage entre individus, cette activité animale étant parfois intégrée dans la parade sexuelle (à l'instar du maquillage chez les humains).
Alexandre Lacroix y voit plus une origine culturelle qu'animale car toutes les cultures n'ont pas adopté le baiser, notamment en Afrique où des tribus pensent que l'âme de l'individu peut s'échapper par le souffle ou d'autres qui portent le labret. Ainsi, certains ethnologues font dériver la pratique du baiser de l'inspiration mutuelle de l'haleine symbolisant l'union ou la fusion des âmes.

### Psychanalyse
Au vu de la psychanalyse, le baiser est perçu comme un héritage du stade oral qui se tient au cours de l'enfance. La bouche fait figure d'organe sexuel. Le nourrisson tète pour se nourrir, et la succion liée à la satisfaction de ce besoin vital va alors induire du plaisir, par étayage. Le baiser est donc un moyen de revivre fantasmatiquement à l'âge adulte le plaisir de succion du sein maternel. Selon le psychanalyste Adam Phillips (en), le baiser, en faisant revivre des séquences très anciennes de son passé affectif, définit chaque personne qui a sa propre manière d'embrasser.

### Biologie
Le baiser avec échange de salive est pratiqué par de nombreuses espèces animales et trouve sa signification évolutive dans l'exploration du système immunitaire du partenaire sexuel, via le système voméro-nasal, favorisant, selon le biologiste Thierry Lodé la recherche exogamique d'un partenaire et l'évitement de consanguinité.

### Perspective historique

#### Antiquité

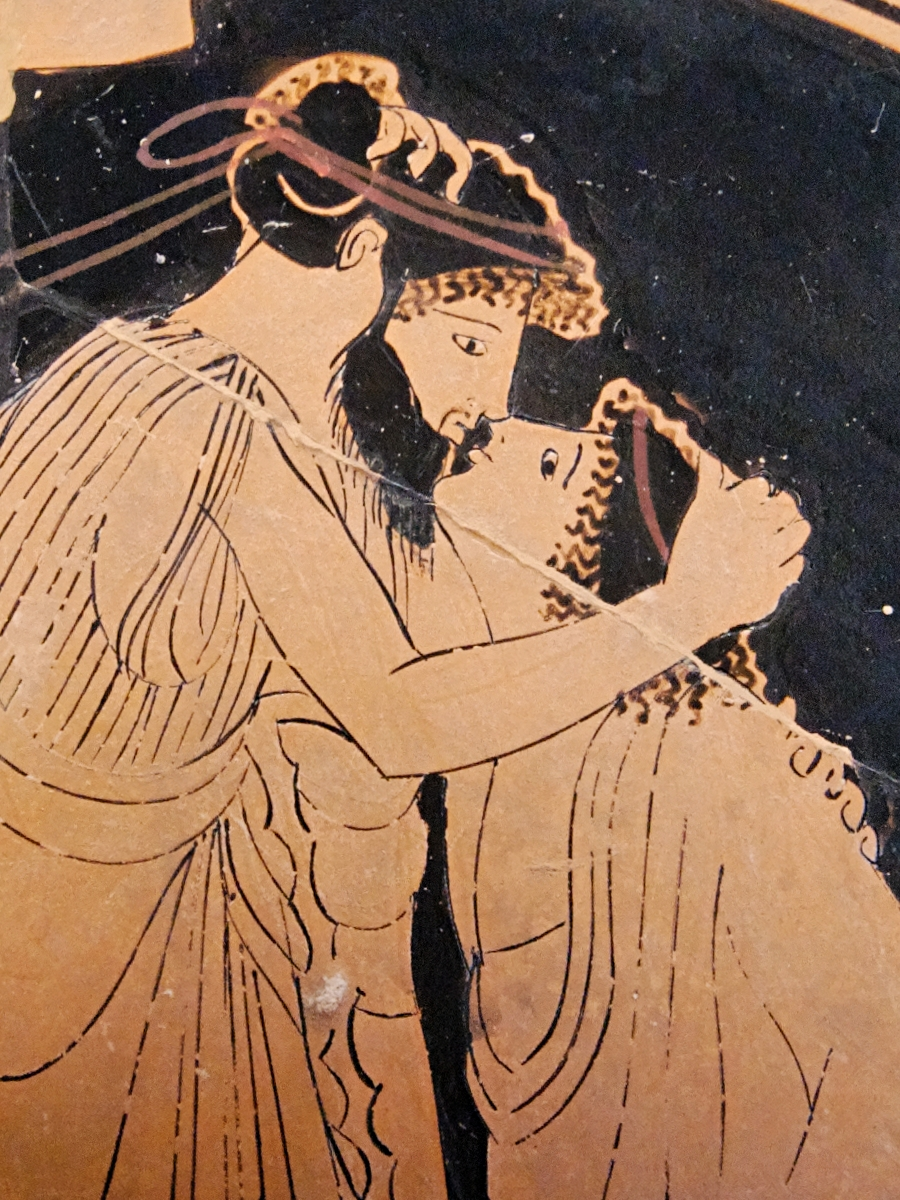
Éraste et Éromène, coupe attique à figures rouges,, musée du Louvre.

Les tablettes d'argile portant des textes cunéiformes, trouvées en Mésopotamie, mentionnent la pratique du baiser dès 2500 avant J.-C. Selon une étude réalisée par Arbøll et Rasmussen et parue dans la revue Science en 2023, la pratique du baiser n'a pas émergé soudainement et son origine ne peut pas être rattachée à une culture en particulier. Selon cette étude, la pratique du baiser n'a pas non plus été un facteur d'une brusque transmission de pathogènes, comme l'affirmaient des études plus anciennes,.
Le baiser sur les lèvres est mentionné dans la littérature indienne d'environ 1500 av. J.-C. Des textes védiques décrivent des amants qui « posent leur bouche l'une contre l'autre », comment un « jeune seigneur de la maison lèche souvent la jeune femme » ou une pratique qui consiste à se humer avec la bouche. D'autres textes évoquent une ancienne loi hindoue condamnant « l'homme qui boit l'eau des lèvres d'une esclave. » Le Kamasutra recense près d'une trentaine de formes de baisers.
Dans la Bible hébraïque, le Cantique des Cantiques commence par les mots « Yisshaqeni minneshiqot pihu », « Qu’il m’embrasse des baisers de sa bouche ». Le texte est daté de la période post-exilique, soit dans les environs du VIe au IIIe siècle av. J.-C. Il s'agit donc clairement d'un baiser amoureux. Le récit biblique du baiser de Judas Iscariote à Jésus Christ est célèbre.
L'auteur romain Plutarque, à l'occasion d'une fable sur l'origine de Rome, indique en reprenant la trame narrative des Nauprestides, que la tradition romaine pour les femmes d'embrasser sur la bouche amis et parents remonterait à une époque après la guerre de Troie (autour du XIIIe siècle av. J.-C.). Des réfugiés troyens auraient échoué sur les terres de la future Rome parce que les femmes, lassées par les dures conditions d'une longue navigation, mirent le feu aux navires. Pour apaiser le courroux de leurs hommes constatant l'irréparable, elles les caressèrent, leur baisèrent la bouche pour les amadouer. Pour Polybe cependant, cette tradition romaine provient plutôt du désir masculin de vérifier que les femmes respectaient l'interdiction qui leur était faite de consommer du vin.
Ce sont les Romains qui popularisent cette technique et le diffusent en Europe et en Afrique du Nord. Les Romains ont trois termes pour désigner le baiser : l’osculum (littéralement « petite bouche ») est le baiser lèvres fermées sur la main, la joue, la bouche, que l'on échange entre membres d’une même corporation ou d’un même ordre social (baiser social) et qui se retrouve encore dans le baiser à la russe ; le basium (« baiser »), terme introduit au temps de Catulle, est le baiser sur la bouche de la tendresse amoureuse qu'on se donne entre époux ou entre membres d’une même famille (baiser familial) ; le suavium est le baiser sexuel, érotique, profond (avec intromission de la langue), qu'on donne à une courtisane.

Le baiser est le signe de reconnaissance des premiers chrétiens entre eux et rappelle le baiser de paix donné pendant la messe. Paul de Tarse finit ses lettres en disant aux fidèles : 

« Saluez-vous les uns les autres par un saint baiser. »

#### Moyen Âge

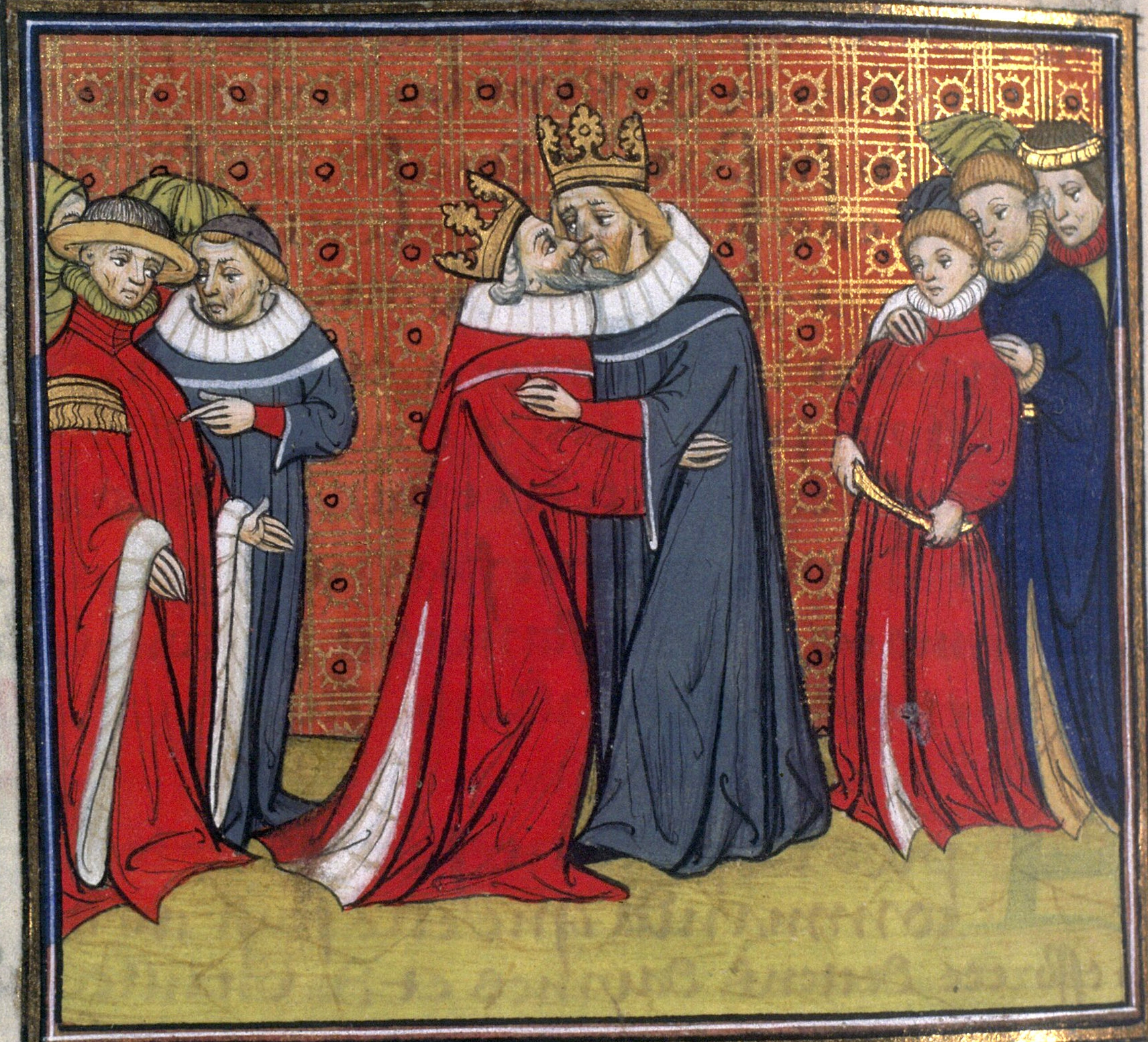
Enluminure : baiser de la cérémonie de l'hommage entre le roi de France et le roi d'Angleterre, XIVe / XVe siècles.
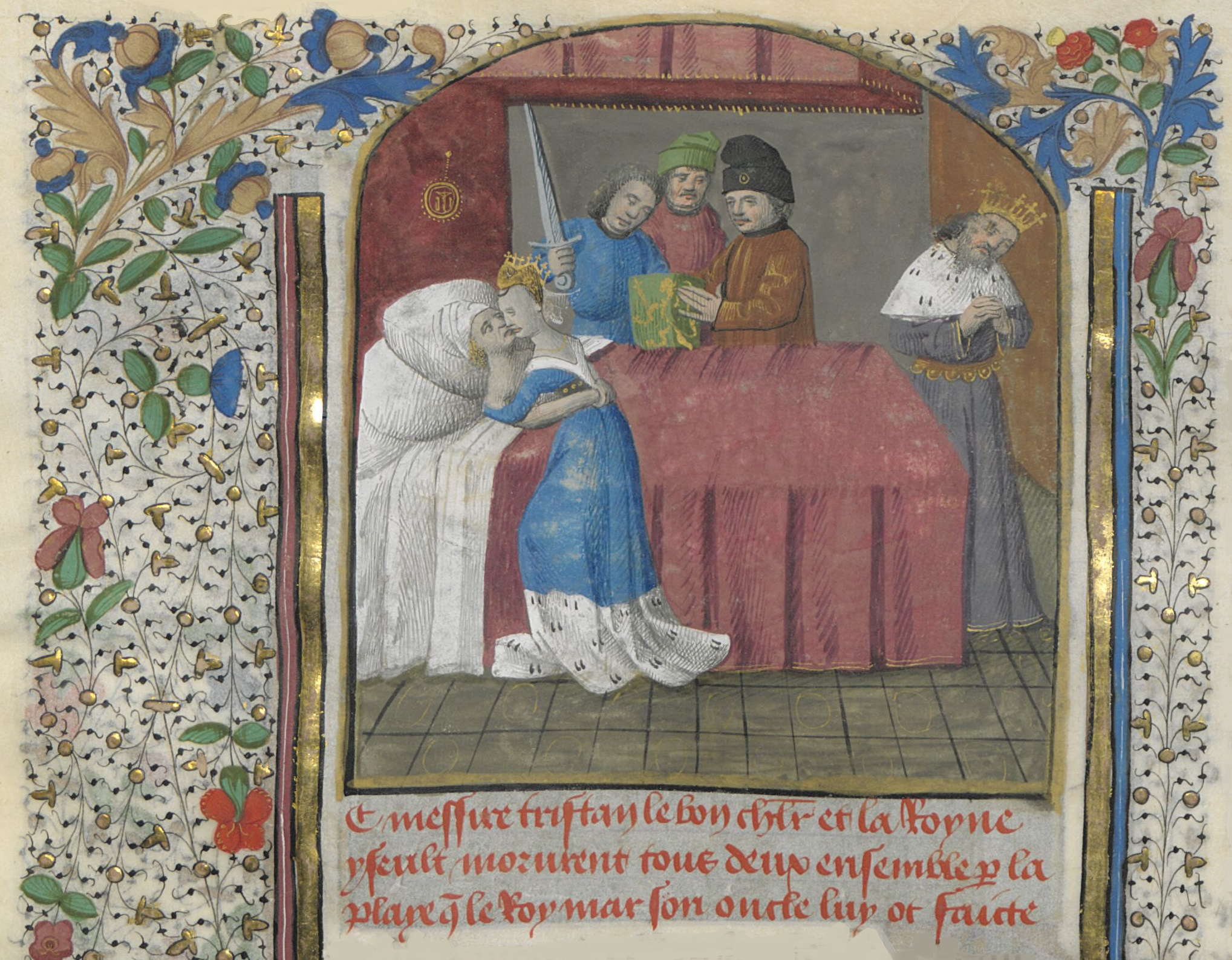
Mort de Tristan et Iseult, enluminure du XVe siècle.

Suspecté d'alimenter la débauche, le baiser chrétien de paix sur la bouche est réglementé lors des offices religieux : le Concile de Carthage en 397 l'interdit entre les hommes et les femmes. Le pape Innocent III le réserve à sa propre mule, aux anneaux des évêques et aux reliques des saints. Il l'autorise entre les clercs mais l'interdit entre les fidèles, ce qui atteste que le baiser de bouche (osculum oris) entre les laïcs est encore pratiqué. Pendant l'office, le baiser des fidèles se reporte sur des objets. Ils posent leurs lèvres sur l'autel, les Évangiles ou le crucifix tandis que les pèlerins embrassent les reliques. À partir du XIIIe siècle, se développe un autre substitut, l'oscularium, objet liturgique (tablette ou disque métallique ou en bois, marqué souvent de la Croix du Christ), les fidèles l'embrassant chacun à leur tour.

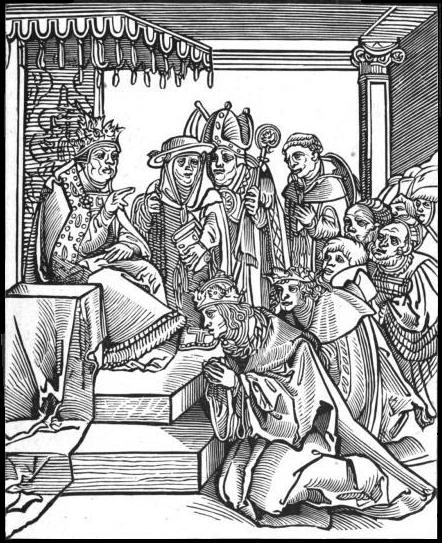
Les puissants du monde baisent les pieds du pape. Gravure de Lucas Cranach l'Ancien Passional Christi und Antichristi.

Au Moyen Âge, les fidèles embrassent les pieds du pape, l'anneau de l'évêque ou la main de leur seigneur, en signe d'hommage ou de soumission. Dans certaines régions, la cérémonie de l'hommage comporte un baiser (osculum). La fonction de garantie du sceau occupe la même fonction que l'osculum-confirmation (d'où l'expression « sceller un baiser ») par les gens illettrés qui apposaient un seing (souvent des croix autographes) sur des contrats et les baisaient.
Le baiser sur la bouche n'était pas réservé aux relations érotiques entre hommes et femmes. Il pouvait être une manifestation parmi d'autres de l'amitié, notamment entre chevaliers.

#### Renaissance
Avec l'affirmation de la monarchie et du pouvoir royal, le baiser d'hommage décline. Parallèlement, les poètes de la Renaissance amorcent une mondialisation du baiser en renouvelant la tradition antique de célébrer l'amour sensuel en louant les baisers, tel le poète néo-latin Jean Second qui publie son Livre des Baisers ou Ronsard qui les insère dans ses Odes.

#### Époque moderne
Le baiser social reste prisé, même s'il connaît un déclin en Angleterre à la suite de la grande peste de Londres en 1655. Le Siècle des Lumières est pour l'imaginaire de certains le siècle des baisers, qu'il s'agisse du baisemain, du baiser galant, du baiser libertin ou du baiser romantique dans la nature.

#### Époque contemporaine

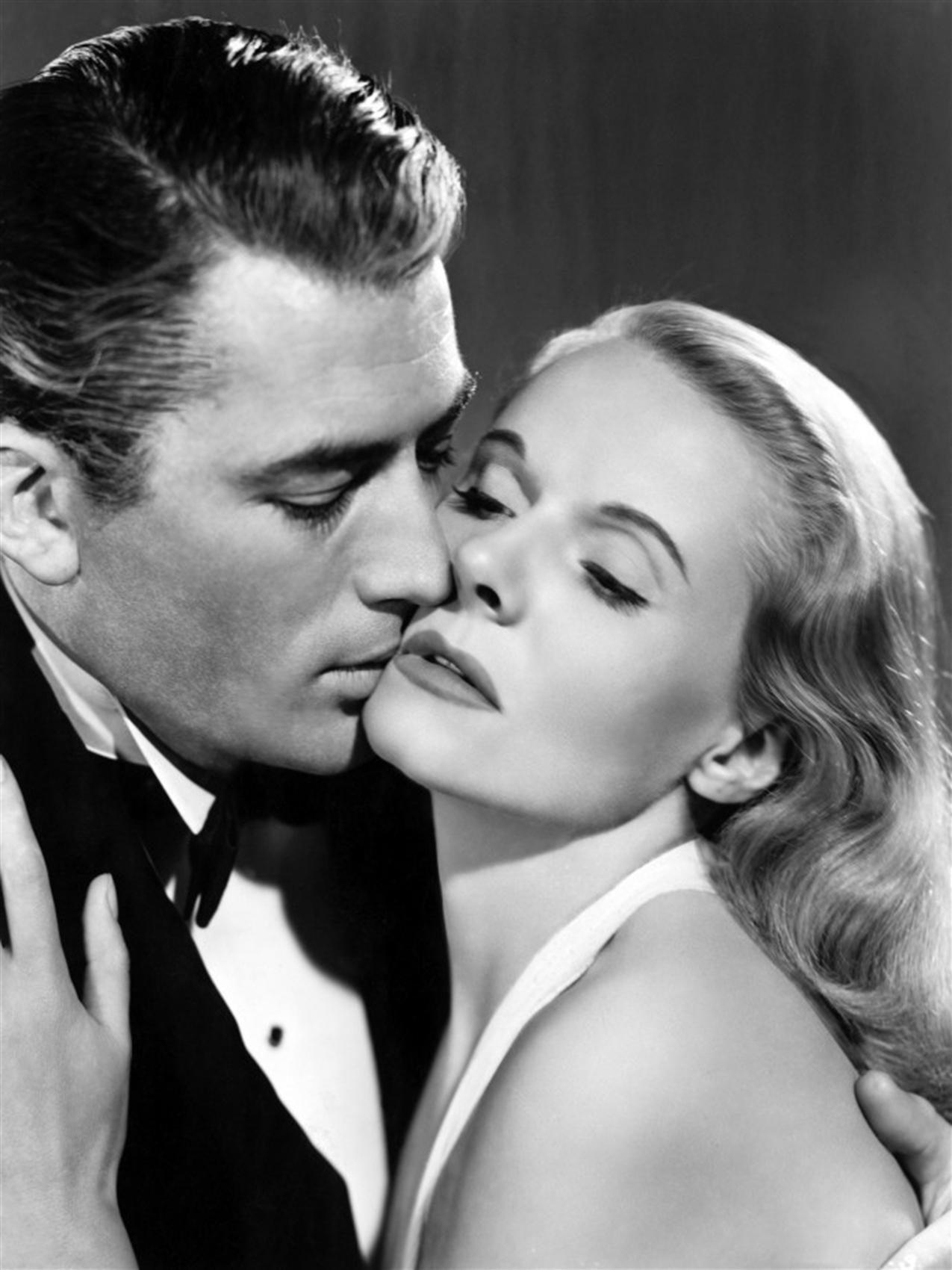
Le baiser de Gregory Peck et Ann Todd dans Le Procès Paradine (1947).

Au XIXe siècle, l'intimité conjugale est confinée à la chambre conjugale, le seul geste érotique public restant le baiser sur la bouche mais il se doit d'être chaste. La mondialisation du baiser est parachevée avec le baiser hollywoodien qui le mythifie comme l'acte fondateur de l'amour. Le XXe siècle voit la libéralisation du baiser profond en public tandis que la révolution de mai 68 le banalise, lui faisant perdre sa connotation sexuelle.
Le cinéma hollywoodien popularise et mondialise le baiser amoureux, sous le nom French kiss (« le baiser à la française ») mais le puritanisme américain s'exprime à travers le code Hays qui s'applique au cinéma américain entre 1934 et 1966, la seule manifestation d'érotisme permise étant des baisers mais chastes et dont la durée est limitée.
S'il existe autant de traditions du baiser que de coutumes et de régions du monde, la philosophe serbe Zorica Tomić (sh) s'interroge sur la place que cet acte socioculturel occupe en public au début du XXIe siècle : en une époque de désintégration de « l’érosphère », « la culture contemporaine, soumise au principe de transparence, a fait voler en éclats la magie du baiser, et l’a dépouillé de tout esprit d’aventure en le réduisant à ses composantes physiologiques, biochimiques, hygiéniques, médicales, psychologiques, anthropologiques et culturelles ».

## Types de baisers

### Baiser sur le front
Il est un signe de protection en général.
C'est également le baiser du parrain délivrant une condamnation à mort à celui qui le reçoit.

### Baiser sur la joue

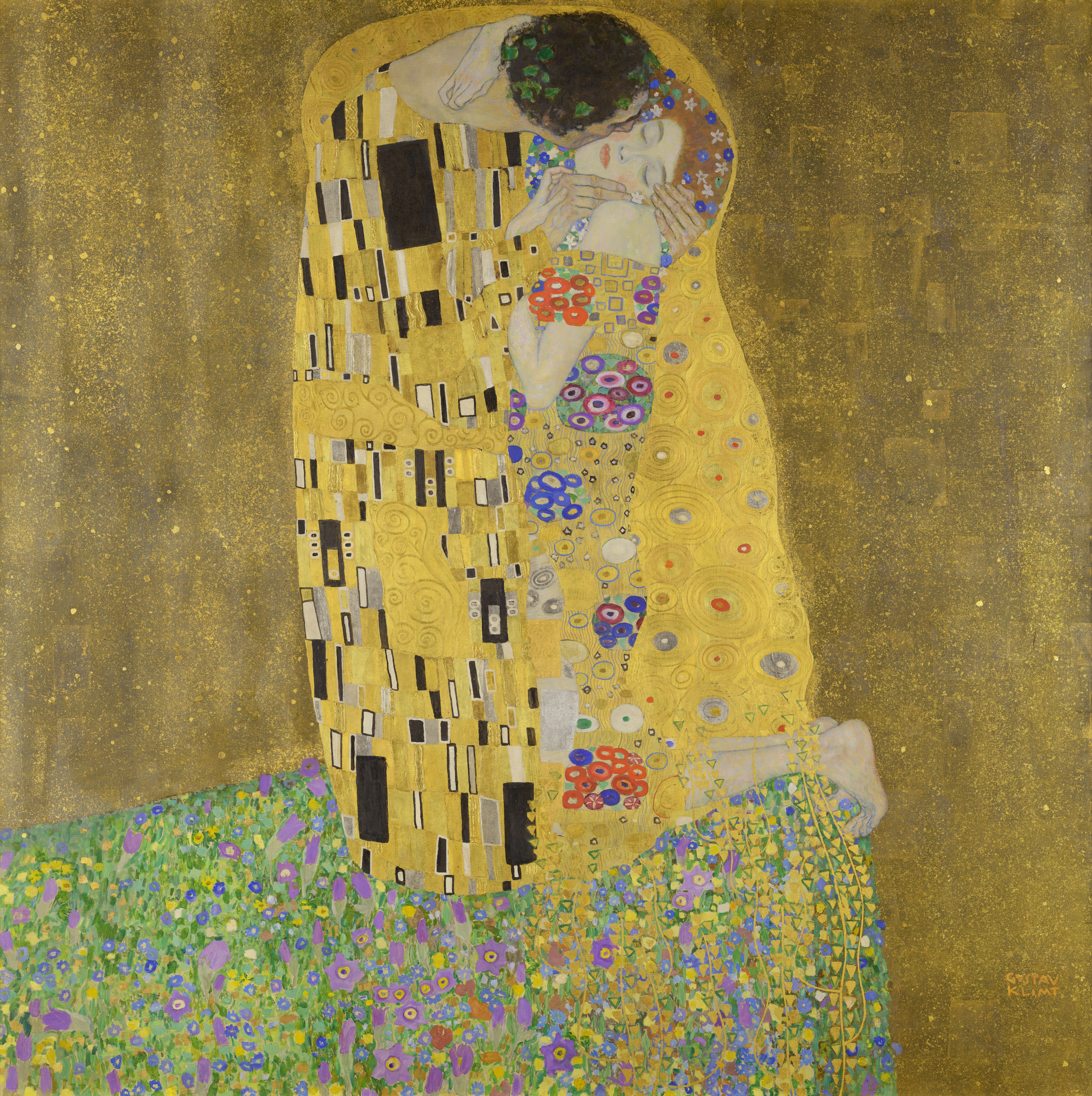
Le Baiser de Gustav Klimt.
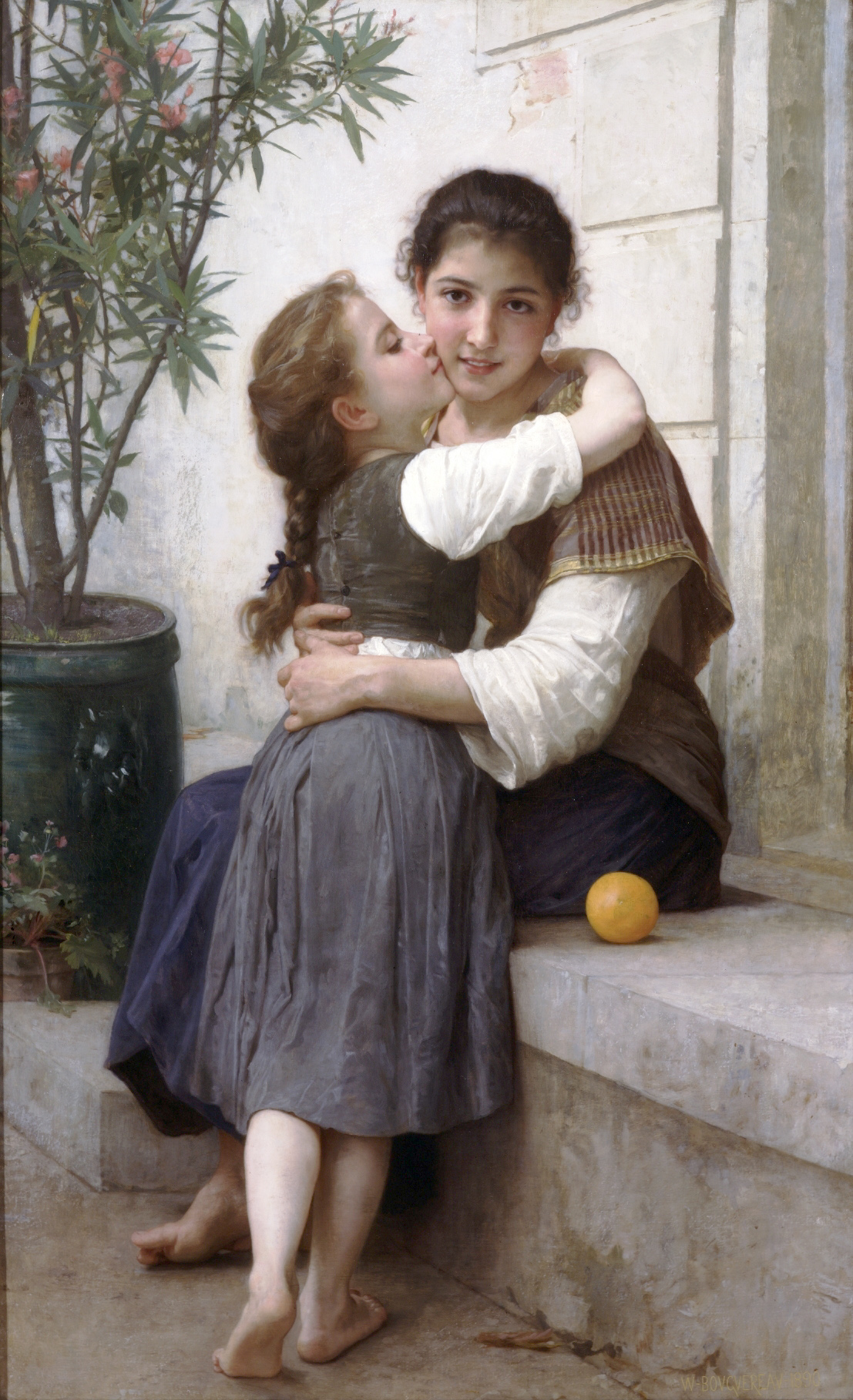
Câlinerie, peinture de William Bouguereau (1890).

Dans la culture occidentale, c'est le plus souvent un signe d'affection.
Entre gens qui partagent une relation proche, le baiser est donné comme un accueil ou un départ, s'embrassant l'un l'autre sur la joue (ou près d'elle dans l'air, pendant que les joues se touchent) ; on parle alors de « bises ».

### Baiser sur les lèvres

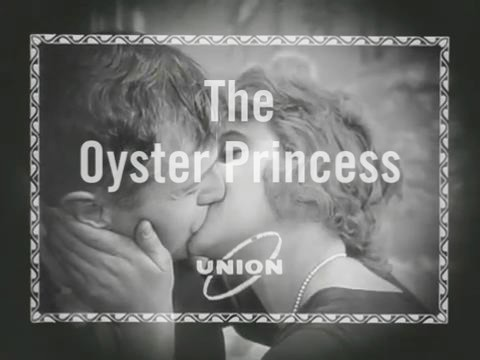
Baiser dans le film La Princesse aux huîtres (Die Austernprinzessin) d'Ernst Lubitsch (1919).

Le baiser sur les lèvres peut s'effectuer entre amis proches. Ce geste est un signe d'affection amical. Contrairement au baiser amoureux, il n'a pas de connotation sexuelle. Le baiser sur les lèvres est une pratique que l'on peut trouver au temps des patriarches, c'est-à-dire avant le 1er millénaire. Dans la Grèce antique, le baiser sur la bouche sert à exprimer un concept d'égalité entre personne de même rang. Dans le début du Ier siècle, Paul de Tarse et Pierre, ont recommandé, dans leurs lettres qui composent la bible, le baiser de paix entre croyants et cette pratique s'est répandue dans le christianisme. Au Moyen Âge, on trouve des écrits de l'Église catholique qui atteste que cette recommandation était toujours actuelle. Le baiser sur les lèvres était également fréquent entre chevaliers. Cela était signe de reconnaissance et de soutien mutuel. Au XXIe siècle, le geste est redevenu populaire auprès des jeunes, notamment en Angleterre, qui y voient un moyen légitime de démontrer de l'affection à un ami,,.

### Baiser amoureux

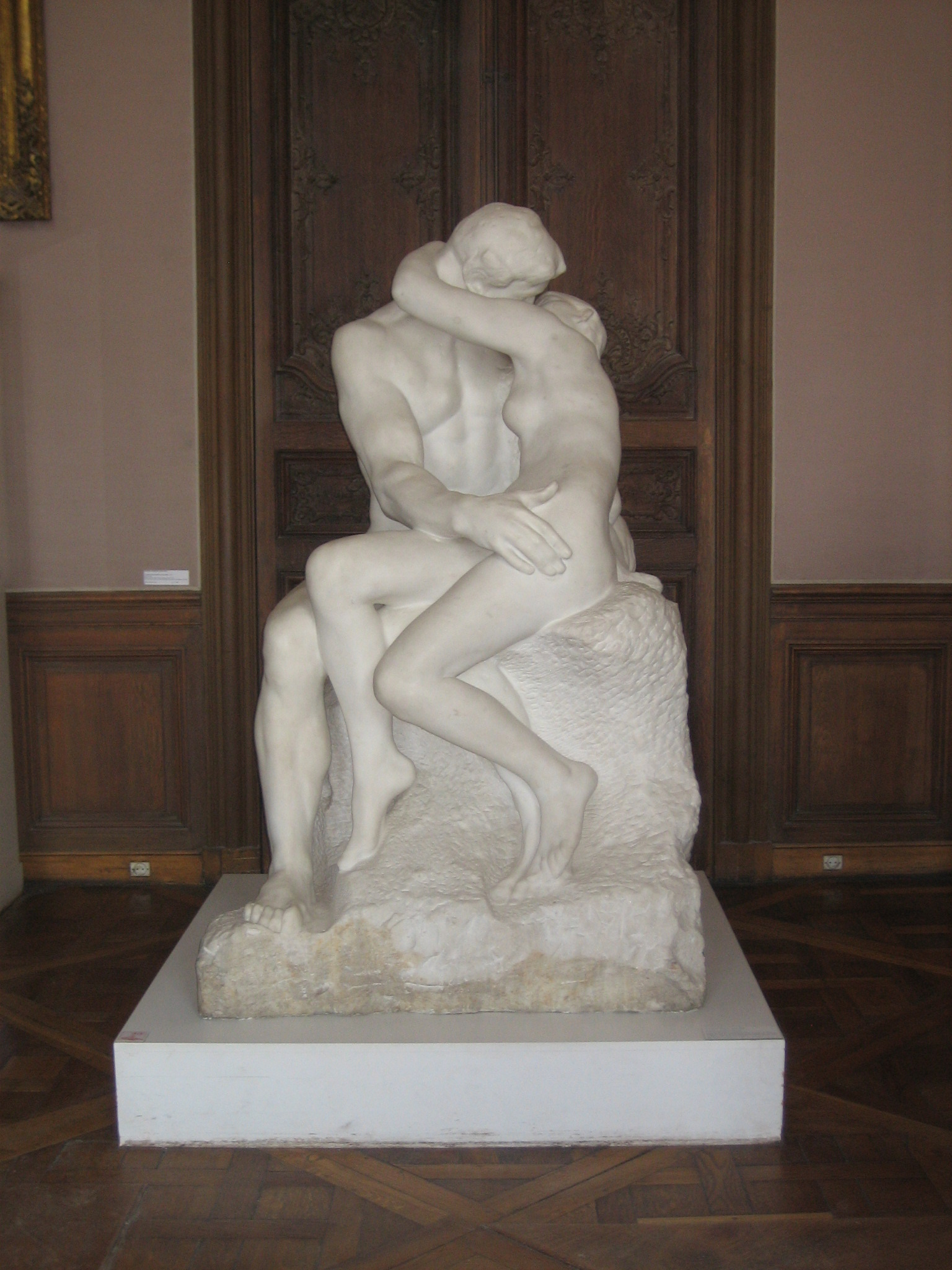
Le Baiser de Rodin, musée Rodin.

Une expression d'affection ou de désir sexuel implique deux personnes s'embrassant sur les lèvres, et peut aussi impliquer une personne embrassant l'autre sur diverses parties de son corps, ou plusieurs personnes embrassant plusieurs autres personnes sur diverses parties de leurs corps.
La langue est plus ou moins souvent utilisée dans le baiser amoureux, du moins, les peuples anglophones semblent avoir coutume d'appeler ce baiser avec la langue « baiser à la française » (French kiss), ce qui laisse supposer que cette particularité est (était initialement ?) bien moins courante dans les autres pays qu'en France.

### Baiser papillon
Caresse que l'on donne en battant des cils.

### Baiser inuit
Frottement réciproque de l'extrémité du nez pratiqué en particulier par les Inuits et entre les membres d'une même famille. L'habitude en viendrait du risque d'avoir le nez gelé par les températures extrêmes, l'échange des frottements permettant de vérifier que la sensation tactile est toujours présente.
Le baiser inter-buccal n'est quant à lui pas pratiqué par les Inuits de Thulé, d'après les observations faites par Jean Malaurie en 1950 et rapportées dans son livre Les Derniers Rois de Thulé. Son interlocuteur décrit même cela comme étant dégoûtant.

### Baiser sexuel

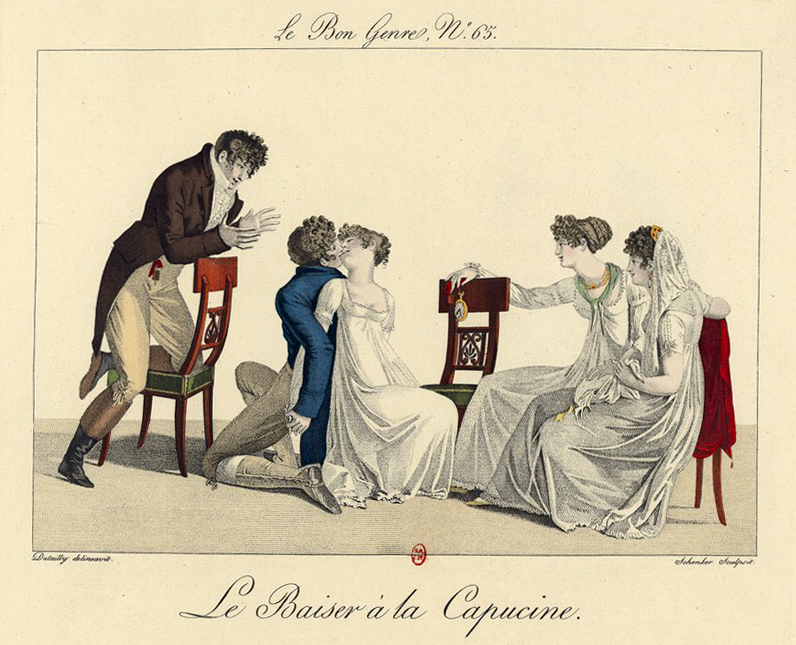
Le Baiser à la capucine, caricature dans Le Bon Genre, vers 1800.

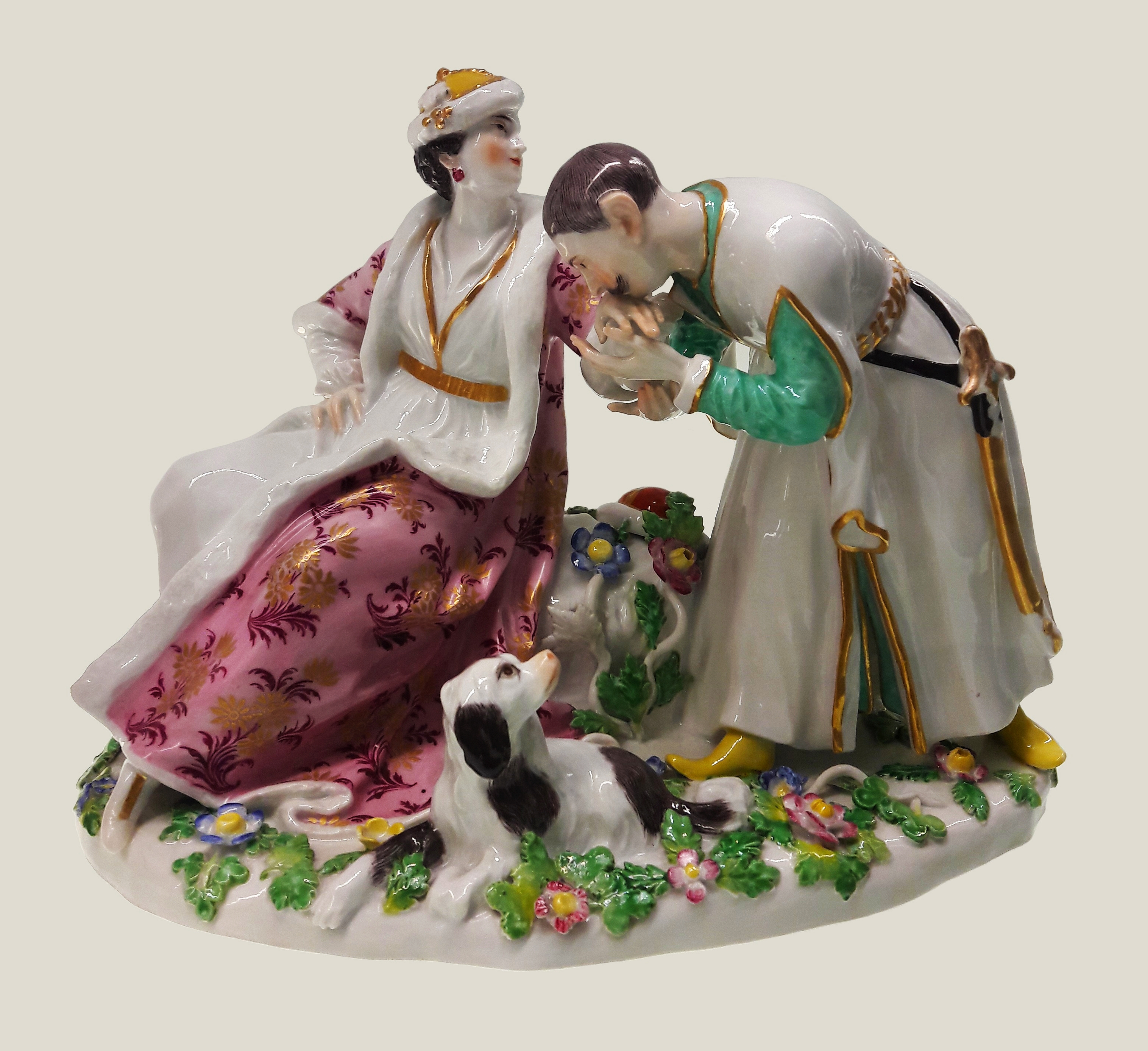
Le Baisemain polonais, par Johann Joachim Kändler, milieu du XVIIIe siècle, musée national de Varsovie.

Différents types de baisers sexuels sont pratiqués dans le monde : le baiser japonais (fait de plaquer ses lèvres sur celles de son partenaire et de lui souffler dans la bouche), indien (pratiqué immédiatement après une fellation avec éjaculation), baiser allemand (appelé aussi german kiss, « baiser marron » ou « feuille de rose », il est pratiqué immédiatement après un anulingus), à la capucine (sur la bouche alors que les deux partenaires se tournent le dos et se tiennent les mains), etc.

### Le baisemain
Le baisemain est un geste de galanterie inventé à la fin du XIXe siècle pratiqué par les hommes pour présenter leurs hommages à une dame, en référence à l'amour courtois du Moyen Âge. L'homme prend délicatement la main de la dame en l'approchant de ses lèvres. Il est d'usage, probablement pour des raisons d'hygiène ou de pudeur, de ne pas poser ses lèvres sur le dos de la main, mais uniquement de les approcher le plus près possible.
Dans la tradition arabe le baise-main est utilisé comme un signe de respect pour les plus âgés.
Cette pratique a tendance à tomber en désuétude, notamment en Occident.

## Pratiques

### En France

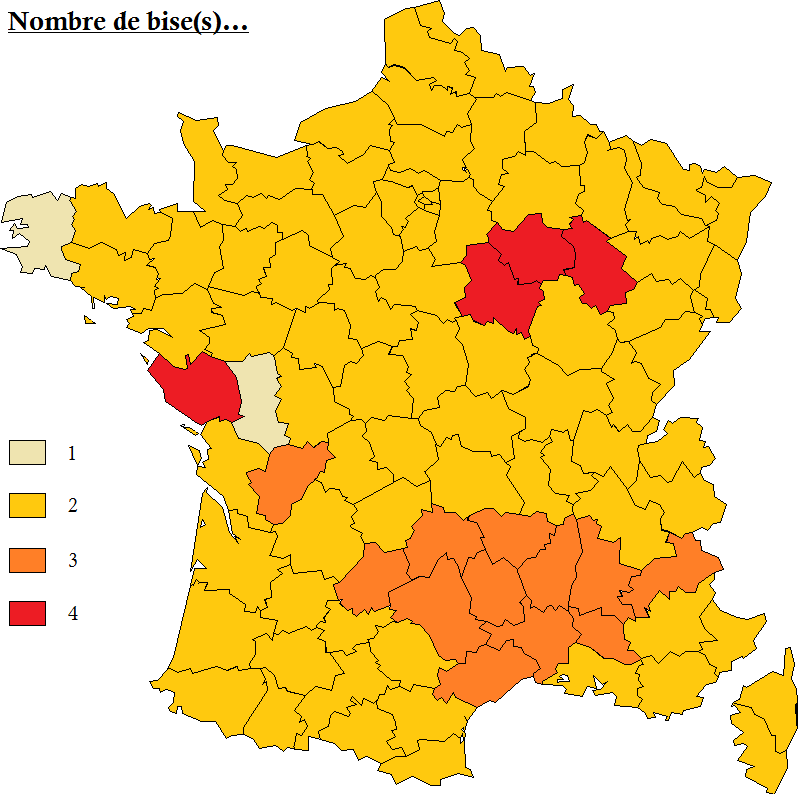
Nombre de bise(s) en France.

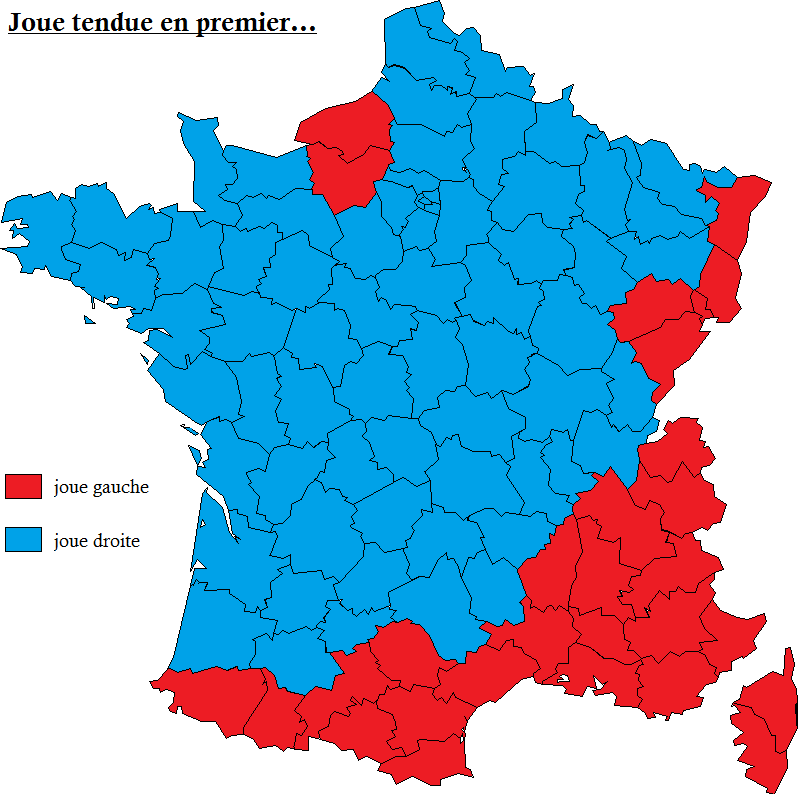
Joue tendue en premier pour faire la bise en France.

En France il est très commun de se « faire la bise » pour se dire bonjour et au revoir. La bise, comme la poignée de mains, fait depuis longtemps partie des rituels de politesse. Même si leur pratique et leur importance ont pu varier au cours des siècles, elles sont profondément inscrites dans les salutations et codifiées.
Autrefois la bise s'effectuait presque uniquement entre deux femmes, un homme et une femme, ou deux hommes de la même famille. Mais une certaine évolution des mentalités a eu lieu et il est devenu plus courant que les hommes s'embrassent entre eux. Toutefois, la bise n'est pas véritablement un baiser, puisqu'il s'agit d'effleurer la joue de l'autre, généralement en mimant le son du baiser avec ses lèvres.
La bise ne bénéficie pas d'une « règle nationale », ainsi selon les régions et les départements, le nombre de bises ainsi que la joue tendue en premier seront différents.
Le nombre de bises le plus fréquent est de deux. Il existe néanmoins quelques particularismes régionaux sur cette question. Ainsi, dans la région de Brest, il est de coutume de ne faire qu'une bise ; d'ailleurs, en avril 2014, un Groupement de Réhabilitation de l'Usage de la Bise Unique (GRUBUB) a été créé pour préserver, sous forme de farce, cette coutume. Il s'agissait d'une performance artistique développée par Vincent Cabioch, d'une durée limitée à un mois, qui a reçu un écho dans la presse française et internationale.
Dans le Massif central, les départements de la Drôme, l'Hérault (partie est), le Gard, la Lozère, l'Ardèche, en Vaucluse, dans la région d'Arles, les Hautes-Alpes et l'Ain, on pratique généralement trois bises. C'est aussi le cas dans le Genevois français, par l'influence de la Suisse romande. C'est dans les départements de l'Aube, de l'Yonne, de la Haute-Marne, ainsi que de la Vendée qu'on pratique le plus de bises en France : quatre en tout.
En ce qui concerne la joue tendue en premier, on commence en règle générale par la joue droite dans le nord, l'ouest et le centre du pays, tandis que l'on commence bien souvent par la joue gauche dans l'extrême-sud-ouest, le sud-est, ainsi que l'extrême-est du pays. Il est à noter que l'on commence également par la joue gauche dans l'ancienne Haute-Normandie, spécificité très locale[réf. nécessaire].

### Dans le monde

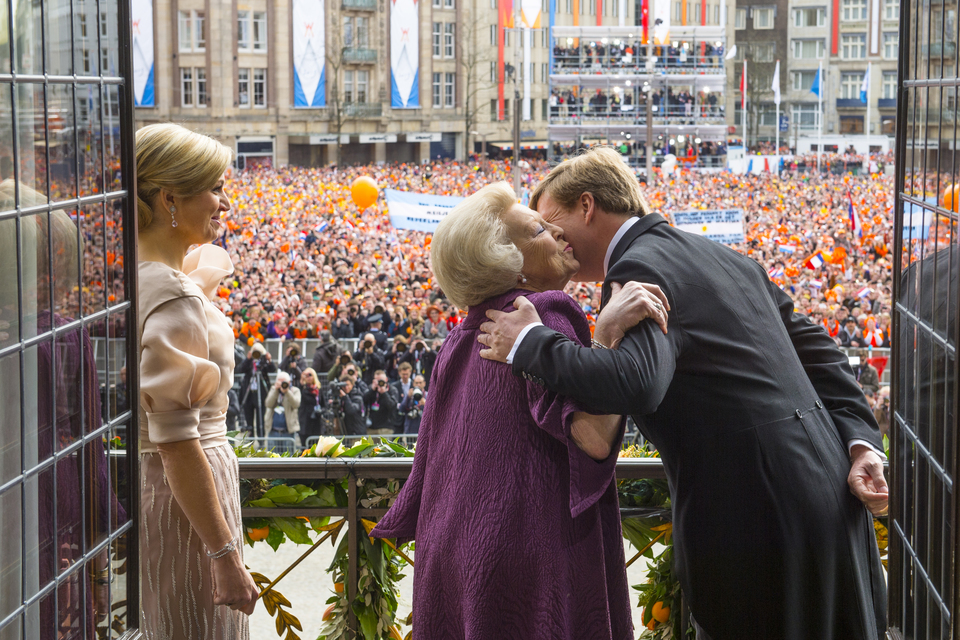
Le roi Willem-Alexander embrasse sa mère Beatrix qui vient d'abdiquer en sa faveur.

- Au Luxembourg, on pratique généralement trois bises.
- En Belgique francophone, on pratique généralement une seule bise (baise)[44] en commençant par la joue droite[45] ; la bise existe aussi en Flandre, mais est moins répandue[46].
- Au Québec, où la pratique ne s'est généralisée que depuis quelques décennies, on donne 2 ou parfois 3 bises (becs) en commençant par la joue gauche tout en se serrant la main droite. Une enquête journalistique canadienne de 2015 constatait la popularité des baisers en bromance, parmi les jeunes adultes masculins francophones[47].
- En Serbie, le nombre de bises doit être impair. La seule exception est lors des événements tristes, notamment les funérailles, où le nombre de baisers est alors pair.
- En Allemagne, la bise n'est pas une coutume. Certains auteurs témoignent qu'on fait parfois, dans certains milieux sociaux restreints, une ou deux bises aux amis ou aux personnes que l'on connait[48].
- Aux Pays-Bas, on fait trois bises en commençant par la joue droite de la personne.
- En Suisse romande, on fait trois bises (becs) en commençant généralement par la joue droite de la personne[44] ; cette pratique est rare en Suisse alémanique[49].

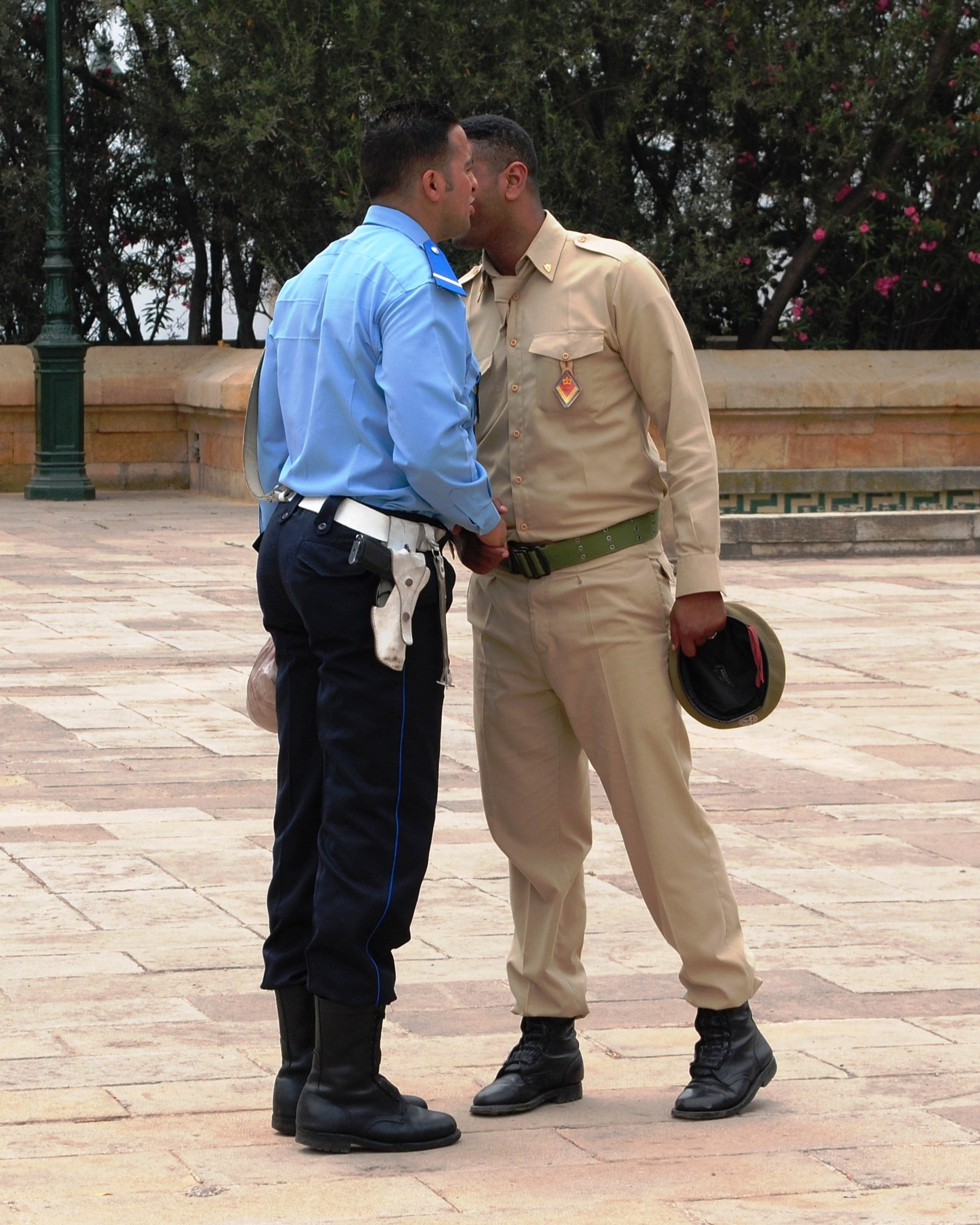
Un baiser entre deux amis au Maroc.

Des familiers peuvent embrasser des enfants pour les réconforter ou leur montrer de l'affection, et inversement. On s'embrasse sous le gui lors du nouvel an, et quelqu'un qui reçoit des cadeaux peut remercier en faisant la bise.
On peut aussi donner un baiser sur la joue en signe d'amour familial.
En France et en Belgique francophone, tout comme dans certaines cultures d'Europe de l'Est, du Sud ou du Moyen-Orient, deux hommes peuvent s'embrasser en signe de salut, principalement dans le cadre d'une parenté, d'une amitié ou entre jeunes. Dans beaucoup d'autres pays, le baiser sur la joue n'est pas courant, même entre deux femmes, ou entre un homme et une femme. Pour les moments importants, l'embrassade est alors remplacée par une intense accolade. Pour les moments plus détendus, l'habitude de se tenir par la main, ou bras-dessus-bras-dessous, peut remplacer cette marque de respect ou d'attachement (ce qui éventuellement contraste avec l'habitude des sociétés occidentales où l'acte de se serrer la main peut être bien plus chargé que l'acte d'embrasser).
Dix-huit mois après le début de la pandémie de covid-19 en Europe et malgré le maintien des recommandations des autorités sanitaires d’éviter cette pratique, la bise est redevenue habituelle entre proches, en septembre 2021, pour deux tiers des Français, la moitié des Espagnols, un quart des Britanniques et un cinquième des Allemands.

## Physiologie et hygiène
Au cours d'un baiser intime, les partenaires partagent leur microbiote buccal,.

### Baiser et maladies contagieuses
Le baiser est un facteur de transmission de certaines maladies.
Une mesure d’hygiène pour éviter la contagion est donc d’éviter les baisers. Lors d’épidémies, les baisers sont donc déconseillés et parfois interdits par les pouvoirs publics. Ce fut le cas en France sous Henri IV lors d’une épidémie de peste, et c'est également le cas durant la pandémie de Covid-19 en 2020.

## Polysémie
Le verbe « baiser » a longtemps conservé un sens proche du bas-latin bassiare qui signifie « poser ses lèvres sur une personne ». Le sens de baiser pour désigner le coït est attesté dès le XIIe siècle dans le Roman de Troie de Benoit de Sainte-More, un poète normand ou tourangeau, « Alques (Achille) se torne à sa mesure/ O lie se coche, molt li plest/ Qu'il la conoisse et qu'il la best (baise),/ Et si fait il, c'est veritez. »
Pour éviter l'ambiguïté, on emploie aujourd'hui le verbe embrasser dans le sens de « donner un ou plusieurs baisers ». Dans le cas des baisers sociaux sur les joues, on dit de plus en plus souvent « se faire la bise ». Le verbe embrasser est lui-même ambigu — étymologiquement se tenir entre les bras — dans son sens premier il désigne une étreinte car la majorité des baisers amoureux sont accompagnés d'une étreinte.
Si à l'origine le verbe « baiser » signifie « embrasser, donner un baiser », il possède de nos jours une autre signification populaire, celle d'avoir un rapport sexuel.